# Colette Audry
Colette Audry (Orange, 6 luglio 1906 – Parigi, 20 ottobre 1990) è stata una drammaturga, scrittrice, sceneggiatrice e dialoghista francese.
Nipote dell'ex-presidente della Repubblica francese Gaston Doumergue, fu agrégée di lettere e insegnante al liceo Molière di Parigi, prima d'intraprendere una carriera di romanziera e di sceneggiatrice. Fu docente al liceo Jeanne d'Arc  di Rouen (1930-1936) contemporaneamente a Simone de Beauvoir.
Direttrice di collana presso la casa editrice Denoël, fu autrice di numerosi libri. Dal 1945 al 1955 collaborò a Les Temps Modernes di Sartre e ottenne nel 1962 il prix Médicis per il romanzo Derrière la baignoire.
Fu la sceneggiatrice di La Bataille du rail di René Clément, nonché di film realizzati da sua sorella Jacqueline Audry: Les Malheurs de Sophie e I frutti amari (Fruits amers - Soledad).
Militante socialista di lunga data (fu militante del Parti socialiste ouvrier et paysan), ha fatto parte del comitato direttivo del Partito socialista dal 1971 al 1981. Ha presieduto l'Institut d'études et de recherches socialistes (ISER) e fu cofondatrice del Mouvement Démocratique Féminin (MDF) all'inizio degli anni sessanta.